# San José (provincie)
San José je jednou ze sedmi kostarických provincií. Rozprostírá se na středu země. Je nejrozvinutější kostarickou provincií. V okolí hlavního města San José se rozprostírá několik dalších větších měst, která spolu vytváří aglomeraci. Tato provincie má vhodné klima pro pěstování kávovníku, cukrové třtiny, kukuřice a různého tropického ovoce a zeleniny.
Tato provincie se skládá z 20 kantonů:
- Acosta (San Ignacio)
- Alajuelita (Alajuelita)
- Aserrí (Aserrí)
- Curridabat (Curridabat)
- Desamparados (Desamparados)
- Dota (Santa María)
- Escazú (Escazú)
- Goicoechea (Guadalupe)
- Leon Cortés (San Pablo)
- Montes de Oca (San Pedro)
- Mora (Colón)
- Moravia (San Vicente)
- Peréz Zeledón (San Isidro)
- Puriscal (Santiago)
- San José (San José)
- Santa Ana (Santa Ana)
- Tarrazú (San Marcos)
- Tibás (San Juan)
- Turrubares (San Pablo)
- Vásquez de Coronado (San Isidro)